# Стая 401
Стая 401 е реалити шоу по MTV, продуцирано от Аштън Къчър и Джейсън Голдберг. Наречено е на стаята в детройтската болница на милосърдието, в която Худини е умрял през 1926. Предаването поставя нищо неподозиращи жертви в центъра на мини филм на ужасите. Във всеки епизод има по четири номера, вдъхновени от класическите хоръри от 70-80 години на миналия век. Първоначалният избор за водещ е Брент Уейнбах, но в края на краищата епизодите са излъчени с участието на Джаред Падалеки.

## Епизоди
Епизод 1
- Две жени стават свидетели на това как мъж отваря гръдния си кош и от него излизат раци.
- Жена иска приятелят ѝ да извади играчка от машина, но щипката не работи, за това човекът от поддръжката вкарва ръката си в нея и вади мишка.
- Двама мъже, отговарящи за разчистването на место престъпления, отиват на работа и стават свидетели на това как духът на мъртвеца се отделя от тялото му.
- Двама мъже отиват на работа във фабрика за месо и единият от тях вижда как колегата му губи ръката си в машината за пържене, след което ръката отново се появява на мястото си.

Епизод 2
- Инцидент с верижния трион разрязва на две леден скулптор.
- Докато почистват склад за стоки двама души намират мистериозна глава, запазена в буркан, която мига и говори.
- Свръхестествен таксиметров шофьор изчезва след като полицията го кара да отбие.
- Мъж в автобуса непрекъснато изпуска главата си.

Епизод 3
- Млада жена е потопена под водата на джакузи и като изплува отново е възрастна.
- Мъж в пелени излиза от малка, странна кутия пред очите на новопостъпил работник.
- Вена вижда как мъж е бива всмукан в турбина на самолет и след две минути идва при нея напълно здрав.
- Мъж изважда от корема на друг отровна риба.

Епизод 4
- Работник в банка за кръв наблюдава с ужас как човек сам източва кръвта си.
- Жена открива нова причина да не се доближава до сешоари.
- Доставчик като по чудо оцелява след удар от автобус.
- Зловеща статия във вестник плаши до смърт две момичета.

Епизод 5
- Сайт под обработка се оказва необезопасен.
- Машината за топки за боулинг се оказва опасна.
- Телевизорът в склад за стоки показва духове.
- С уасабито в суши-бара трябва да се внимава.

Епизод 6
- Такси, пълно с приятели, преживява сблъсък с агресивен просяк.
- Група нощни туристи попада на мистериозно, плачещо момиче.
- Водопроводчик има проблем със змията в канала.
- Човек се опитва да избяга от психиатрията през коша за пране.

Епизод 7
- Стрелата на Купидон може буквално да те уцели на първа среща.
- Човек, пакетиращ месо, разбира, че не трябва да носи бижута на работа.
- Не гледайте в огледалата, докато чистите апартамента на мъртвец.
- Момиче се опитва да използва фалшива лична карта.

Епизод 8
- Обикновено полицаите просто ядат понички, но този ги изкашля обратно.
- Някои хора могат да ходят по вода, за да спасят други.
- Всичко може да замръзне мигновено при допир с течен азот, дори хора.
- На ергенско парти няколко младежа мислят, че май са убили стриптизьорката.

## Историята на Худини
По време на началните надписи на всяка серия се изписват изречения, образуващи следния текст:
| „ | Когато остаряващия илюзионист се качи на сцената за своето последно представление, той знаеше, че е твърде болен, за да продължава. Публиката нямаше представа, че човекът пред нея, посветил живота си на това да имитира собствената си смърт, сега наистина изпитваше предсмъртни гърчове. Когато завесата се спусна след последната му илюзия, той се забърза към детройтската болница на милосърдието. Това беше първия път в кариерата му, когато той не се върна на бис. Четири дни по-късно, в стая 401, смъртта му беше обявена. И с кончината му изчезнаха илюзии със стойността на един човешки живот, заключени завинаги в стая 401. Досега… | “ |

## Пъзелът на стаята
Аштън Кътчър се появява четири пъти в кадър в рамките на епизод, държейки табелка, на която има улика към пъзел. Според слуховете правилното подреждане на парчетата отключва информация за фокус на Худини.